# Johann Jakob Hentsch
Johann Jakob Hentsch (também Jacob; Budissin, Markgraftum Oberlausitz, 24 de janeiro de 1723 – Helmstedt, 15 de julho de 1764) foi um matemático e filósofo alemão.

## Formação e carreira
Hentsch frequentou o ginásio em Budissin e estudou filosofia na Universidade de Leipzig, onde obteve um grau de mestre e a habilitação que o capacitou as ser Privatdozent. Em 1758 seguiu um chamado para ser professor de matemática na Universidade de Helmstedt, onde morreu neste posto.

## Publicações selecionadas

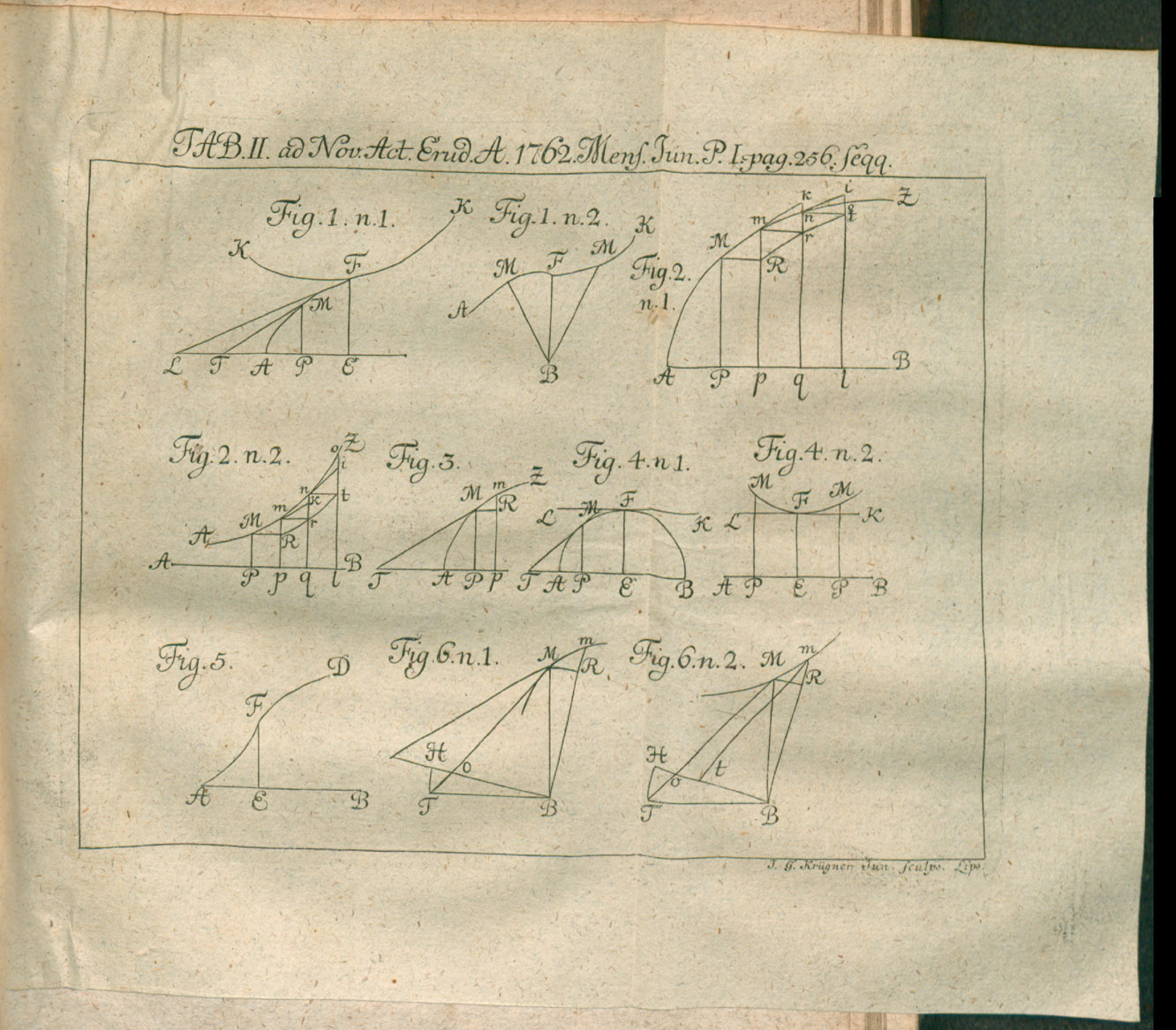
De curvis, punctum inflexionis vel regressus ... Auctore Io. Iacobo Hentschio publicada em Acta Eruditorum, 1762

- De curvis, punctum inflexionis vel regressus ... Auctore Io. Iacobo Hentschio publicada em Acta Eruditorum, 1762Introductio plana in philosophiam, 4 Volumes, Leipzig 1751–1752.
- Philosophia Mathematica Complectens Methodum Cogitandi Ex Euclide Restitutam, 2 Volumes, Leipzig 1756.
- Versuch über die Folge der Veränderungen in der menschlichen Seele, worin der Weg zu einer genauen Kenntniß derselben gebahnet wird, Breitkopf, Leipzig 1756.
- De Mathesi Vniversali Ad Geometriam Cvrvarvm Accommodata Disserit Simvlqve Lectiones, Schnorr, Helmstedt 1758.